# Otto Kirchheimer
Otto Kirchheimer (Heilbronn, 11 novembre 1905 – Silver Spring, 22 novembre 1965) è stato un giurista e politologo tedesco naturalizzato statunitense.

## Biografia
Nato nel 1905 a Heilbronn nel land di Baden-Württemberg, di origine ebraica, laureatosi in legge all'Università di Bonn nel 1928, Otto Kirchheimer nel 1933, con l'avvento del nazismo in Germania, emigrò a Parigi ove inizio a collaborare con la Scuola di Francoforte lavorando alla stesura di uno dei suoi testi più conosciuti Punishment and social structure, che riprendeva un precedente lavoro di Georg Rusche,  per poi stabilirsi, nel 1937, negli Stati Uniti d'America a New York.
Ottenuta la cittadinanza statunitense nel 1943, Kirchheimer lavorò sino al 1956 nell'Office of Strategic Services (OSS), servizio segreto statunitense. Insegnò Political Science presso la New School for Social Research di New York dal 1955 al 1961, e dal 1962, sino alla sua scomparsa, alla Columbia University. Morì nel 1965, a sessant'anni, a Silver Spring nello stato del Maryland.
Oltre al testo, già citato, Punishment and social structure, ove analizza il rapporto tra sistema punitivo dello stato la sua struttura economica, è da ricordare la sua teorizzazione del "partito pigliatutto" ((EN)  catch-all party) come evoluzione dei partiti di massa, già basati sull'appartenenza di classe o sulla confessione religiosa, che, ponendo in secondo piano l'ideologia e gli interessi di gruppo più specifici, cercano di conquistare il massimo numero di elettori possibile.
Nell'opera Political justice. The use of legal procedure for political ends del 1961 Kirchheimer sostiene che la giustizia politica consiste nella utilizzazione di procedure giudiziarie per raggiungere fini politici che sono, in generale, l'eliminazione dell'avversario attraverso la sua criminalizzazione. Dopo la prima guerra mondiale - è la tesi di Kirchheimer - essa è stata praticata un po' in ogni Paese, non solo nei regimi totalitari (da Stalin a Hitler), ma anche - se pure con modalità più raffinate - negli Stati di diritto. In definitiva, la giustizia politica può prender piede ovunque. È una sorta di cancro che si fa strada all'interno di un processo di crisi del potere politico e di incertezza della democrazia.

## Opere principali
- Weimar... und was dann? Entstehung und Gegenwart der Weimarer Verfassung, Berlin, E. Laubsche, 1930.
- Punishment and social structure, con Georg Rusche, New York, Columbia University press, 1939.

Trad. italiana: Pena e struttura sociale, Bologna, Il mulino, 1978. Testo consultabile in Centro di documentazione Due Palazzi, sito "ristretti.it".
- Political justice. The use of legal procedure for political ends,  Princeton (NJ), Princeton University press, 1961.

Trad. italiana: Giustizia politica, a cura di Roberto Racinaro, Macerata, Liberilibri, 2002. ISBN 88-85140-51-3.
- Politik und Verfassung, Frankfurt am Main, Suhrkamp, 1964.